# Касити
Касити су блискоисточно планинско племе, које се доселило до планина Загрос и до Месопотамије између 3000. и 4000. п. н. е. Нису говорили индоевропским, а ни семитским језиком. Освојили су Месопотамију, на тај начин окончавши период старе Вавилоније и по први пут су створили мрежу независних градова-држава на територији, која се може звати Вавилонија. Према конвенционалној хронологији каситска хегемонија у Вавилону, Нипуру и другим центрима трајала је од 1595. п. н. е. до 1155. п. н. е.

## Успон Касита
Не зна се прадомовина Касита, али изгледа да је била иза планина Загрос у Луристану. По први пут се се појавили у историји у 18. веку пре Христа, када су напали Вавилонију за време власти Хамурабијева сина Самсулуне (владао око 1749—1712. п. н. е). Самсулуна их је одбио.
Након пада Вавилона од стране Хетита 1595. п. н. е. постепено су освајали делове северне Вавилоније, а целу Вавилонију су освојили до око 1475. п. н. е. Хетити су однели идола Мардука, али Касити су успели да врате Мардука у Вавилон и њега су изједначили са својим богом Шукамуном.
Околности њихова успона нису познате због изостанка документације из тзв. мрачног доба. Није очуван ниједан документ или натпис на каситском језику, па је вероватно да то није било случајно, него да су службени кругови постали неписмени у каситско доба. Каситски владари су преименовали Вавилон у Карандуниаш, који је поново постао политичка и војна сила античког Блиског истока. Саграђена је нова престолница Дур-Куригалзу у част каситског владара Куригалзе I (око 1400—око 1375. п. н. е). Његови наследници Кадашман Енлил I и Бурнабуриаш II одржавали су преписку са египатским фараонима Аменхотепом III и Акхенатоном (Аменхотеп IV), а та преписка је позната као писма из Амарне.

## Касити владају Вавилонијом 4 века
Касити су створили релативну политичку стабилност. Владали су Вавилонијом готово без прекида преко 400 година. Била је то најдужа власт једне династије у историји Вавилоније.
Трансформацијом јужне Месопотамије у територијалну државу из претходне мреже независних градова-држава створило је од Вавилоније међународну силу. Каситски краљеви су одржавали трговину и дипломатске везе са Асиријом, Египтом, Еламом и Хетитима. Каситска владарска кућа је ојачала савезе женидбама са другим краљевским породицама. Било је страних трговаца у Вавилону и другим градовима, а вавилонски трговци су били активни од Египта до Асирије и Анадолије. Египат је био најзначајнији извор нумибијског злата. Каситски утези, мере и печати нађени су били чак у Теби у Грчкој, у јужној Јерменији и у бродовима потопљеним крај јужних обала Турске.
Каситски краљ је одржавао контролу краљевства мрежом провинција, којима је владао преко гувернера. Поред најважнијих градова Вавилона и Дур-Куригалзу поново обновљени град Нипур је постао један од најзначајних регионалних центара. Нипур је раније био велики град, који је напуштен 1730. п. н. е, па је поново обновљен у каситском периоду, а храмови су обновљени на старим темељима. Гувернер Нипура је био најважнија особа после краља.
Други значајни центри током каситског периода били су Ларса, Сипар и Суса. Чак и након свргавања каситске династије 1155. п. н. е. остао је систем регионалних администрација, а земља је остала уједињена под Другом династијом од Исина.
Документација о каситском периоду највише је остала захваљујући хиљадама ископаних плочица и фрагмената. То су били административни и законски текстови, писма, печати, повеље и други текстови.
Касити су се током неколико векова асимилирали у вавилонско становништво. Од последњих каситских краљева осам их је имало акадска имена. Еламити су освојили Вавилонију у 12. веку пре Христа и тада су окончали 4 века каситске власти над Вавилонијим. Последњи каситски краљ Анлилнадинакхе заробљен је и затворен у Суси, где је и умро.

## Култура
Касити су се бавили ловом и риболовом, али постепено су променили начин живота и бавили су се ратарством и сточарством. Познавали су керамику, праћке и копља. Користили су оштро камење за орање, а ножеве су правили од кремена. У време пре доласка до планина загрос нису познавали метал. Метал су почели користити тек од свога боравка на Загрос планинама. Касније су остала племена иранске висоравни копирала уметност Касита. У њиховим гробовима су нађено бронзани објекти, што је показивало да они сахрањују мртве са њиховим оружјем.